# Омото (гора)
Омото (яп. 於茂登岳・於茂登山 омото-дакэ; омото-яма) — гора в Японии, расположенная на острове Исигаки (префектура Окинава). Имеет высоту 526 м и является самой высокой вершиной острова и префектуры.
Гора покрыта субтропической растительностью. Там произрастают многоветочник, водится бабочки Ochlodes asahinai и Ypthima masakii, а также шарнирные черепахи Cistoclemmys flavomarginata. Для защиты местной природы был создан национальный парк Ириомоте-Исигаки. На склонах горы берут начало реки Нагура (名蔵川) и Мияра (宮良川). На вершине расположена антенна телевещания компании NHK.
Омото является священной горой острова и его символом. На яэямском наречии гору называют Умутудаги.
К горе подходит дорога № 87. На вершину ведёт туристическая тропа.
На горе, на высоте 100 м, находится единственный на острове водопад Аракава. Он состоит из нижнего водопада высотой около 4 м, и верхнего — высотой около 10 м.
У подножия горы расположено водохранилище Нагура.